# 馬剛 (清朝)
馬剛，改馬嗣光，河南睢州人。清朝政治人物、進士出身。

## 生平
順治三年，登進士。授陝西肅州道。